# Mordella atricolor
Mordella atricolor es una especie de coleóptero de la familia Mordellidae.

## Distribución geográfica
Habita en México.